# Pappo's Blues Volumen 3
Pappo's Blues Volumen 3 es el tercer álbum de estudio del grupo de blues rock argentino Pappo's Blues, lanzado en abril de 1973 por el sello Music Hall.

## El álbum
Para el tercer álbum de estudio del grupo de Pappo, la formación nuevamente cambió por completo. El baterista Luis Gambolini y el bajista Carlos Pignatta fueron reemplazados por Héctor "Pomo" Lorenzo (ex-baterista de la primera formación del grupo  Los Abuelos de la Nada) y Carlos Alberto "Machi" Rufino. 
Esta formación duraría solo este disco y una canción más que salió en el álbum siguiente («Con Elvira es otra cosa»), mientras que Lorenzo y Rufino más adelante formarían el grupo musical Invisible junto a Luis Alberto Spinetta.
Todas las canciones del álbum fueron grabadas en vivo en el estudio ION por el ingeniero Carlos Piriz, sin regrabaciones, con la producción de Jorge Álvarez y Billy Bond. El sonido de Pappo fue logrado con una guitarra Fender Telecaster, propiedad de Claudio Gabis (ex Manal), distorsionada con un amplificador Robertone fabricado en Argentina, solamente aplicando su volumen al máximo. 
No hay otros efectos en el álbum, a excepción de ruidos incidentales en «Sándwiches de miga» y palmas en «Trabajando en el ferrocarril».
Este álbum contiene una canción como introducción llamada «Stratocaster Boogie», un solo algo largo, rápido con estilo rockero, que según Machi Rufino se trata de una improvisación grupal, aunque firmada por Pappo. Sin contar la introducción o instrumental, el álbum contiene varias pistas de duración entre 1 y 3 minutos como «Trabajando en el ferrocarril», «El sur de la ciudad» o «Caras en el parque». 
Este trabajo contiene «Sucio y desprolijo», una de las canciones más emblemáticas de Pappo, y la famosa canción del género blues «Siempre es lo mismo nena». Éstas son, además, las canciones de más larga duración del álbum.
El arte de tapa del álbum estuvo a cargo de la artista plástica Cristina Villamor. Incluso se dice que la letra de «El brujo y el tiempo» está inspirada en ese emblemático dibujo.

## Lista de canciones
Todas las canciones fueron compuestas y cantadas por Pappo exceptuando las indicadas.
Lado A
| N.º   | Título                | Escritor(es)          | Vocalista(s) Principal(es) | Duración |  |
| 1.    | «Stratocaster Boogie» |                       | (Instrumental)             | 1:35     |  |
| 2.    | «Pájaro metálico»     |                       |                            | 2:21     |  |
| 3.    | «Sucio y desprolijo»  |                       |                            | 4:33     |  |
| 4.    | «El sur de la ciudad» |                       | "Machi" Rufino             | 2:28     |  |
| 5.    | «Sándwiches de miga»  | Pappo, "Machi" Rufino |                            | 3:02     |  |
| 13:59 |                       |                       |                            |          |  |

Lado B
| N.º   | Título                         | Escritor(es) | Vocalista(s) Principal(es) | Duración |  |
| 6.    | «El brujo y el tiempo»         |              |                            | 2:17     |  |
| 7.    | «Trabajando en el ferrocarril» |              |                            | 1:08     |  |
| 8.    | «Caras en el parque»           |              |                            | 3:50     |  |
| 9.    | «Siempre es lo mismo nena»     |              |                            | 6:05     |  |
| 13:20 |                                |              |                            |          |  |

## Músicos
- Pappo: Voz, guitarra
- Carlos Alberto "Machi" Rufino: Bajo, voz en la canción «El sur de la ciudad»
- Héctor "Pomo" Lorenzo: Batería, percusión